# Еремино (Нижегородская область)
Ере́мино — деревня в городском округе Семёновский. Входит в состав Пафнутовского сельсовета.

## Описание
Расположена в 2 км от административного центра сельсовета — Пафнутово и 56 км от областного центра — Нижнего Новгорода.
| 2002 | 2010 |
| ---- | ---- |
| 9    | ↗10  |

## География
Деревня расположена на правом берегу реки Песочной.